# کزلولدو
کزلولدو (به ایتالیایی: Casaloldo) یک کومونه در ایتالیا است که در استان منتووا واقع شده‌است.

## خصوصیات
کزلولدو ۱۶٫۸ کیلومترمربع مساحت و ۲٬۴۳۶ نفر جمعیت دارد.